# San Mauro Castelverde
San Mauro Castelverde er en italiensk by (og kommune) i regionen Sicilien i Italien, med omkring 1.346(2023) indbyggere.  